# Rijksweg 35
Der Rijksweg 35 (Abkürzung: RW 35) – Kurzform: Autosnelweg 35 (Abkürzung: A35) / Autoweg 35 (Abkürzung: N35) –  ist eine niederländische Autobahn, die teilweise als Autobahn über eine Länge von etwa 119 km von Zwolle über Heino, Raalte, Nijverdal, Wierden, (ab hier A35) Almelo, Hengelo und Enschede bis zur deutschen Grenze bei Enschede führt. Dort wird die Verbindung als Bundesstraße 54 fortgesetzt.

## Verlauf

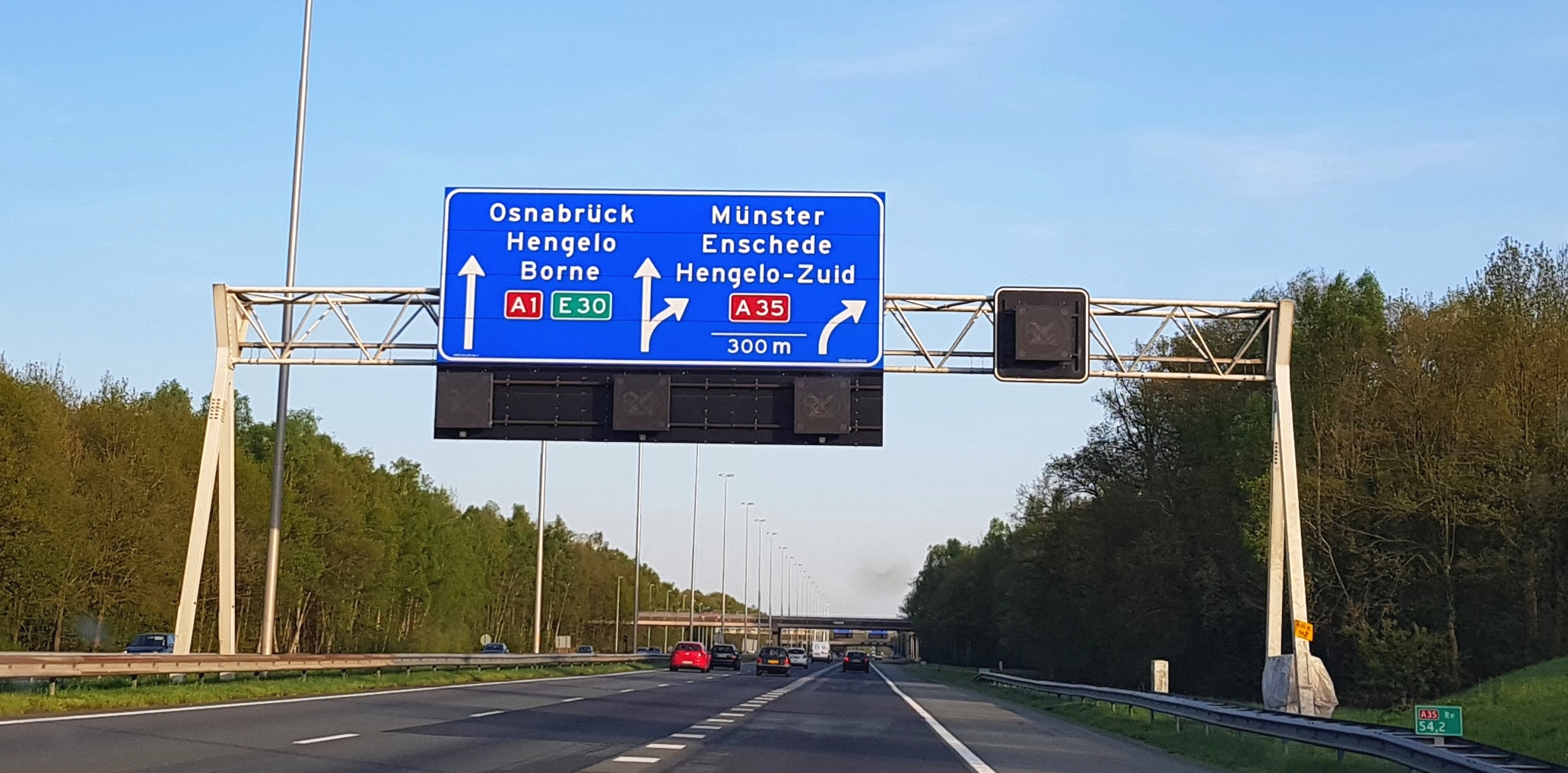
Die A35 in östlicher Richtung gemeinsam mit der A1 bei Hengelo

- N35 Grenzübergang – Enschede Hier ist die N35 als Autoweg ausgebaut und geht am Grenzübergang in die Bundesstraße 54 über, die von dort aus als Kraftfahrstraße über Gronau, Steinfurt bis nach Münster verläuft. Dabei kreuzt sie die Bundesautobahnen A31 und A1.

- A35 Enschede – Wierden Seit 2002 ist der Abschnitt zwischen der Ausfahrt Enschede und dem Knooppunt Azelo als Autobahn ausgebaut. Am 29. September 2007 wurde dann auch der restliche Abschnitt zwischen dem Knooppunt Azelo und Wierden fertiggestellt. Zwischen dem Knooppunt Buren und dem Knooppunt Azelo verläuft die A35 gemeinsam mit der A1.

- N35 Wierden – Zwolle Innerhalb der Stadt Zwolle wird die N35 auch Ceintuurbaan genannt und er bildet einen Teil des Zwolle Ring. Derzeit wird die Straße an dieser Stelle von 2 × 2 auf 2 × 3 Fahrspuren ausgebaut. Zwischen Zwolle und Raalte soll die Straße zu einer knapp 100 km langen, Autobahn mit 2 × 2 Fahrspuren ausgebaut werden. In  Nijverdal verläuft die Straße mitten durch das Zentrum, wo es oft zu Staus kommt, weswegen dort ein Tunnel entstehen soll.

## Geschichte
- 27. Oktober 1977 – Eröffnung Delden – Enschede (heute Enschede-West)
- 15. Juni 1978 – Eröffnung Almelo – Azelo und Knooppunt Azelo
- 18. Dezember 1979 – Eröffnung Azelo – Delden als Autobahn
- 25. November 1986 – Eröffnung Knooppunt Buren
- 1993 – Eröffnung Glanerbrug – Enschede als Autostraße
- 1995 – Eröffnung Enschede-West – Enschede als Autostraße
- 1999 – Eröffnung Enschede – Gronau als Autostraße
- 2002 – Eröffnung Enschede-West – Enschede als Autobahn
- 9. März 2004 – Stadt Wierden schlägt Ausbau der A35/N35 vor
- 13. August 2007 – Eröffnung Verbindung N35 – Almelo-West als Autobahn
- 29. September 2007 – Eröffnung Almelo-Zuid – Almelo-West als Autobahn